# سپردار قرمز مرکبات
سپردار قرمز مرکبات (نام علمی: Aonidiella aurantii) نام یک گونه از تیره شپشک‌های سپردار است.